# Paris-Roubaix de 1995
A 93.ª Paris-Roubaix celebrou-se a 9 de abril de 1995 e foi vencida pelo italiano Franco Ballerini, que chegou em solitário com quase 2 minutos de vantagem com respeito aos seus perseguidores. A prova constou de 270 km chegando o ganhador num tempo de 6h 27' 08".

## Classificação final
| Posição | Ciclista           | Equipa                       | Tempo       |
| ------- | ------------------ | ---------------------------- | ----------- |
| 1.      | Franco Ballerini   | Mapei-GB                     | 6h 27' 08’’ |
| 2.      | Andrei Tchmil      | Lotto-Isoglass               | + 1' 56"    |
| 3.      | Johan Museeuw      | Mapei-GB                     | m.t.        |
| 4.      | Viatcheslav Ekimov | Novell                       | m.t.        |
| 5.      | Johan Capiot       | Refin-Cantina Tollo          | m.t.        |
| 6.      | Eric Vanderaerden  | Brescialat-Fago              | + 2' 00"    |
| 7.      | Fabio Baldato      | MG Boys Maglificio-Technogym | m.t.        |
| 8.      | Frédéric Moncassin | Novell                       | m.t.        |
| 9.      | Rolf Aldag         | Team Deutsche Telekom        | m.t.        |
| 10.     | Gianluca Bortolami | Mapei-GB                     | m.t.        |